# Siesta Key (émission de télévision)
Pour l’article homonyme, voir Siesta Key (Floride).
Siesta Key est une émission de télévision américaine créée par Mark Ford et Warren Skeels, diffusée depuis le 31 juillet 2017 sur MTV,.
En France, l'émission est diffusée hebdomadairement tous les jeudis à 22 h 40 sur MTV France.

## Distribution

### Invités principaux
- Alex Kompothecras
- Kelsey Owens
- Garrett Miller
- Juliette Porter
- Brandon Gomes
- Madisson Hausburg
- Cholé Trautman

### Invités récurrents
| Noms                                 | Saison 1 | Saison 2 | Saison 3 |
| ------------------------------------ | -------- | -------- | -------- |
| Pauly Apostolides (alias Pauly Paul) |          |          |          |
| Amanda Miller                        |          |          |          |
| Paige Hausburg                       |          |          |          |
| Tarik Jenkins                        |          |          |          |
| Canvas Brummel,                      |          |          |          |
| Carson Wall                          |          |          |          |
| Hannah Starr                         |          |          |          |
| Cara Geswelli                        |          |          |          |
| Jared Kelderman                      |          |          |          |
| Robby Hayes                          |          |          |          |
| Alyssa Salerno                       |          |          |          |
| Sam Logan                            |          |          |          |

- Présent pendant les saisons
- Absent pendant les saisons

## Production
Le 2 octobre 2017, MTV a commandé huit autres épisodes, ce qui porte la première saison à un total de 18 épisodes. Les épisodes supplémentaires ont été diffusés le 15 janvier 2018.
Le 17 janvier 2018, il a été annoncé que l'émission reviendrait pour une deuxième saison le 22 janvier 2019. Elle a débuté avec une première en deux épisodes le 22 janvier 2019. 
L'émission est renouvelé pour une troisième saison.

## Émissions

### Première saison (2017-2018)
Comportant dix-huitième numéros, la première saison est diffusée du 31 juillet 2017 au 5 mars 2018. Les titres des émissions sont en français suivi des originaux.
1. Roméo et Juliette (Romeo and Juliette)
2. Il faut qu'on parle de Chloé (We Need to Talk About Chloe)
3. Kelsey et ses nouveaux amis (Kelsey's New Crew)
4. Alex Kingdom (Alex's Kingdom)
5. Madisson avenue (Madisson's Avenues)
6. Jalousie à Bimini (Juliette's Bahama Drama)
7. Le monde fou fou de Kelsey (Messy Messy Kelsey)
8. Garett a une nouvelle copine (Garrett Gets a Girl)
9. Chole entre deux eaux (Chloe at a Crossroads)
10. Un Roméo pour Juliette (Juliette's Midsummer Dream)
11. Quand Vient la fin de l’été (Much Ado About Juliette)
12. L’anniversaire De Chloe (Chloe's Birthday Battle Royale)
13. La vie volée de Juliette  (Juliette, Interrupted)
14. Retour sur terre (Kelsey's Reality Bites)
15. Le cauchemar “Bradisson” (Nightmare on Bradisson Street)
16. Méfiance et changements (Take a Paige from Canvas)
17. Pas de compromis pour Alex (Alex Won't Kompomise)
18. Les grandes espérances de Juliette (Juliette's Great Expectations)

### Deuxième saison (2018-2019)
Comportant douze numéros, la deuxième saison est diffusée du 22 janvier 2019 au 2 avril 2019. Les titres des émissions sont originaux.
1. Born a King
2. Your Own Hairdresser !
3. Sorry ! I Don't Owe You Anything
4. Don't Come to My Trip !
5. How Am I a Lot to Handle ?!
6. A Second Tier Friend…
7. It's Been a Day.
8. Deflect, Deflect, Deflect
9. Cheers to Sunday Funday !
10. I Had High Hopes for You.
11. I Want Him (Without the Cheating).
12. Cheers to the End of Summer!)

### Troisième saison (2020)
Comportant vingt-quatre numéros, la troisième saison est diffusée du 7 janvier 2020 au 25 août 2020. Les titres des émissions sont originaux.
1. What Are Your Real Intentions with Juliette ?
2. New Man, Who Dis ?
3. Where's My Apology ?
4. Are You Offended ? Because You Should Be !
5. Why Are You with Somebody Who Doesn't Deserve You ?
6. Are You Happy with Her ?
7. What's Really Going on with You and Alex ?
8. So You're the Ex-Wife ?
9. Why Don't You Just Mind Your Own Damn Business ?
10. Are You Stalking Me ?
11. What If It Goes Completely South ?
12. Where Did You Sleep Last Night ?
13. I'm Not Letting Him Get Away with It
14. I'm Not Asking for Any Judgment
15. I'm Ready for a Good Guy
16. I'm Gonna Be Drunk for the Next Week
17. I Just Didn't Think It Was Going to Happen So Fast
18. I'm Thankful
19. I Want Him to Have a Girl
20. Can I Talk to You for a Second ?
21. I Didn't Even Know That You Were That Into Bathing Suits
22. I'm Falling for Sam
23. I'm Actually Like Happy
24. Reunion

## Accueil

### Audiences
| Saison | Début de saison   | Début de saison | Début de saison | Fin de saison     | Fin de saison   | Fin de saison |
| Saison | Date de diffusion | Téléspectateurs | Réf.            | Date de diffusion | Téléspectateurs | Ref.          |
| ------ | ----------------- | --------------- | --------------- | ----------------- | --------------- | ------------- |
| 1      | 31 juillet 2017   | 674 000         | [ 14 ]          | 5 mars 2018       | 544 000         | [ 15 ]        |
| 2      | 22 janvier 2019   | 532 000         | [ 16 ]          | 2 avril 2019      | 523 000         | [ 17 ]        |
| 3      | 7 janvier 2020    | 430 000         | [ 18 ]          | 25 août 2020      | 450 000         | [ 19 ]        |

### Controverses et réceptions critiques
L'émission était controversée avant d'être diffusée. Alex Kompothecras étant l'ami de quatre hommes de la Floride ont commis un acte virulent de cruauté envers les animaux en traînant un requin vivant derrière un bateau. Il a été filmé par un requin et a également transféré des publications racistes sur Instagram,.
Les autres stars de la téléréalité, notamment Lala Kent de Vanderpump Rules (en) et Jayde Nicole de Laguna Beach : The Hills, ont lancé une pétition contre l'émission.
La première soirée a été annulée après que des menaces de mort aient été proférées contre les acteurs.